# IDS 06000+2931
IDS 06000+2931 — двойная звезда в созвездии Возничего на расстоянии (вычисленном из значения параллакса) приблизительно 820 световых лет (около 252 парсеков) от Солнца.

## Характеристики
Первый компонент (V394 Возничего (лат. V394 Aurigae), HD 41429) — красный гигант или яркий гигант, пульсирующая полуправильная переменная звезда типа SRC (SRC) спектрального класса M3II, или M3IIIa, или M1, или M6, или Ma. Видимая звёздная величина звезды — от +6,11m до +6,01m. Масса — около 1,503 солнечной, радиус — около 75,34 солнечных, светимость — около 984,653 солнечных. Эффективная температура — около 3725 K.
Второй компонент (BD+29 1112B) — жёлто-белая звезда спектрального класса F7V. Видимая звёздная величина звезды — +10,491m. Радиус — около 1,44 солнечного, светимость — около 1,954 солнечной. Эффективная температура — около 5695 K. Удалён на 10 угловых секунд.

## Планетная система
В 2019 году учёными, анализирующими данные проектов HIPPARCOS и Gaia, у звезды обнаружена планета.